# Fritz Brun (amtmand)
 Der er flere personer med dette navn, se Constantin Brun.
Petrus Friedrich Constantin Brun (født 13. marts 1813 i København, død 6. juli 1888 på Krogerup i Humlebæk) var en dansk kammerherre, folketingsmand og amtmand. Han var ældre broder til Alexander Brun, C.A.A.F.J. Brun og P.E.C. Brun.

## Livshistorie
P.F.C. Brun blev født den 13. marts 1813 i København som søn af C.F.B. Brun og Frederikke Margrethe Brun, f. Bügel. Han blev 1830 privat dimitteret til Københavns Universitet, 1836 juridisk kandidat, 1838 ulønnet volontær i Rentekammeret, 1840 kammerjunker, 1841 lønnet volontær i Rentekammeret, var både 1842 og 1843 konstitueret som amtmand i Thisted Amt, blev 1846 auskultant i Rentekammeret, var i den følgende tid atter flere gange konstitueret som amtmand, blev 1849 ekspeditionssekretær i Domænekontoret, samme år konstitueret og 1850 fast ansat som amtmand over Præstø Amt, hvilket embede han derefter med nidkærhed og dygtighed bestyrede, indtil han 1885 gik på pension. 1866 blev han kammerherre, 1874 Kommandør af Dannebrogsordenens 2. grad og 1885 Kommandør af 1. grad.
1870 overtog han Krogerup gods, hvor han tog ophold efter sin pensionering, og hvor han døde den 6. juli 1888. I en lang årrække var han medlem af direktionen for Sindssygeanstalten i Oringe, og fra 1861-64 var han medlem af Folketinget for Præstø Amts 4. kreds (Præstøkredsen). Han var en sjældent dannet personlighed med alsidige interesser.
Den 30. juni 1841 ægtede han Vilhelmine Frølich (f. 23. april 1817 d. 29. december 1852), en datter af grosserer Jacob Frølich og Vilhelmine f. Tutein; anden gang giftede han sig 17. maj 1854, med Regitze Sophie Vind (f. 7. juli 1825), en datter af kammerherre Christian Andreas Vind til Sanderumgård og Bækkeskov (1794-1869).
- Petrus Friedrich Constantin Brun
- Brun: "Mit herzlichem Gruß, [...?] 10/07 80 Brun"

| Efterfulgte: Gerhard Andreas Faye         | Amtmand over Thisted Amt (konstitueret) 1842 og 1843         | Efterfulgtes af: Gottlob Emil Georg Frederik baron Rosenkrantz |
| Efterfulgte: Johan Ferdinand de Neergaard | Amtmand over Præstø Amt (indtil 1850 konstitueret) 1849-1885 | Efterfulgtes af: ?                                             |